# Aimophila
Aimophila é um gênero de ave da família Emberizidae.

## Espécies
Três espécies são reconhecidas para o gênero Aimophila:
- Aimophila ruficeps (Cassin, 1852)
- Aimophila rufescens (Swainson, 1827)
- Aimophila notosticta (Sclater,PL & Salvin, 1868)

As espécies sul-americanas stolzmanni e strigiceps foram realocadas no gênero Rhynchospiza, e as espécies botteri, mystacalis, humeralis, sumichrasti, ruficauda, carpalis, cassinii e aestivalis no gênero Peucaea.